# ČSD-Baureihe M 153.0
Die Triebwagen der Baureihe M 153.0 (ab 1988: Baureihe 892 ab 1997: MVTV 2) der Tschechoslowakischen Staatsbahnen (ČSD) und der nachfolgenden Unternehmen sind zweiachsige Dieseltriebwagen, die für die Netzinstandhaltung Verwendung finden. Die Fahrzeuge basieren auf den Regionalverkehrstriebwagen der Reihe M 152.0.

## Geschichte
1983 bis 1992 wurden von Vagonka Tatra in Studénka insgesamt 111 Wagen für Regel- und drei für Russische Breitspur von 1520 mm an die damalige Československé státní dráhy ČSD geliefert. Ein Fahrzeug erhielt der damaligen Spediteur DNT, aus dem sich 1992 die Firma Viamont entwickelte. Die Fahrzeuge waren als Ersatz für die auf der damaligen ČSD-Baureihe M 131.1 basierenden Reihe 890 bestimmt. 1981 entstand bei Studenka ein Prototyp, nach ausgiebigen Tests wurden die Serienfahrzeuge geliefert. Sie können im mit 3 kV Gleichspannung elektrifizierten Netz für Arbeiten unter Spannung, auf mit 25 kV Wechselspannung bei 50 Hz elektrifizierten Strecken jedoch nur bei abgeschalteter Fahrleitung verwendet werden.
Die regelspurig gebauten Triebwagen wurden als M 153.0, die breitspurigen als M 153.5 eingeordnet. 1988 wurden daraus mit der Einführung der EDV-Nummern die Reihen 892 bzw. 892.8. Ab 1997 wurden die Triebwagen als Arbeitsfahrzeuge deklariert, und die Fahrzeuge in Tschechien erhielten die Bezeichnung MVTV 2, in der Slowakei wurden für die Normalspur die Fahrzeuge als MVTV 02 und für die Breitspur die Fahrzeuge als MVTV 03 bezeichnet. Die Fahrzeuge dienten zur Kontrolle der Fahrleitungslage und auch deren Unterhaltung, außerdem werden damit Dienst- und Überführungsfahrten durchgeführt.

### Konstruktion
Die Wagen sind von der ČSD-Baureihe M 152.0 abgeleitet. Im Wagen gibt es einen Arbeits- und einen Lagerraum sowie sanitäre Einrichtungen. Auf dem Dach befinden sich die Inspektionskanzel sowie eine gegenüber dem Wagenkasten isolierte Arbeitsbühne für Arbeiten an der Fahrleitung, z. B. Auswechseln von Isolatoren oder Stützpunktteilen. Vorhanden ist ein Einholmstromabnehmer als Messstromabnehmer. Neben der Arbeitsbühne befinden sich Laufstege, die bis zu den Stirnseiten reichen. An den Stirnseiten der Fahrzeuge gibt es zusätzlich kurze Laufstege für den Übergang auf Dacharbeitsplattformen gekuppelter Fahrzeuge.
Die mit den Triebwagen der Reihe 810 identische Antriebsanlage ermöglichte eine kleinste Dauergeschwindigkeit von 5 km/h.

### Umbauten

#### MTVT 2.1
Um die Nutzungsdauer der MTVT 2 zu verlängern, entschied man sich bei den SŽDC zur Modernisierung der bestehenden Fahrzeuge. Der Antrieb mit dem Dieselmotor TD242RHTA25 des Herstellers TEDOM und dem Differentialwandlergetriebe VOITH DIWA 864.3E hatte sich bereits in der Triebwagen der Reihe 814 bewährt und wurde übernommen. Um die gesteigerte Leistung auf die Schiene übertragen zu können, mussten auch verstärkte Radsätze eingebaut werden. Dank dieser Maßnahmen erhöhte sich die Anzahl der Getriebestufen von 2 auf 4 und die zulässige Höchstgeschwindigkeit konnte auf 90 km/h gesteigert werden.
Die elektrische Anlage wurde erneuert und von 48 auf 24 Volt umgestellt. Auch die Steuerungselektronik wurde nach aktuellen Anforderungen ersetzt. Die Arbeiten wurden durch Pars Nova in Šumperk durchgeführt. 2007 erfolgte der Umbau von MTVT 2 - 029.
Das modernisierte Fahrzeug wurde als MVTV 2.1 bezeichnet und soll so noch mindestens weitere 15 Jahre genutzt werden können.